# 福島県立南会津病院
福島県立南会津病院（ふくしまけんりつみなみあいづびょういん）は、福島県南会津郡南会津町にある医療機関。福島県立病院事業の設置等に関する条例（昭和41年12月22日条例第77号）により設置された県立の病院である。南会津郡の3町1村で構成される南会津保健医療圏唯一の病院であり、福島県災害拠点病院、へき地医療拠点病院などの指定を受ける。

## 沿革
出典
- 1949年 昭和24年
  - 7月 日本医療団より移管され、県立田島病院として設置。

- 1983年 昭和58年
  - 12月 救急協力病院に認定

- 1995年 平成7年
  - 4月 新病院移転改築・病院名変更「県立田島病院→県立南会津病院」

- 1996年 平成8年
  - 11月 地域災害医療センターに指定

- 1999年 平成11年
  - 4月 救急病院として告示

- 2004年 平成16年
  - 5月　地域リハビリテーション広域支援センターに指定
  - 6月　へき地医療拠点病院に指定

- 2017年 平成29年
  - 11月 みなみあいづ訪問看護ステーション開所

- 2020年 令和2年
  - 8月 地域外来・検査センターに指定

## 歴代院長
出典
| 初代   | 工藤文雄    |
| 2代目  | 物江 弘一   |
| 3代目  | 田淵 精一   |
| 4代目  | 小島 元吉   |
| 5代目  | 榊原寛      |
| 6代目  | 安田 賴行   |
| 7代目  | 阿部幸一    |
| 8代目  | 折笠睦男    |
| 9代目  | 逢坂頼一    |
| 10代目 | 弓田力      |
| 11代目 | 清原康一    |
| 12代目 | 菊地 臣一   |
| 13代目 | 松岡緑郎    |
| 14代目 | 大原務      |
| 15代目 | 鈴木 啓二   |
| 16代目 | 佐竹賢仰    |
| 17代目 | 松井 遵一郎 |
| 18代目 | 吉田典行    |

## 診療科
- 内科
- 神経内科
- 外科
- 整形外科
- 産婦人科
- 小児科
- 耳鼻咽喉科
- 眼科
- 皮膚科
- 神経精神科

非常勤医師は福島県立医科大学のほか、産婦人科は会津中央病院、小児科は竹田綜合病院からも派遣を受けている。

## 医療機関の指定等
- 保険医療機関
- 救急告示医療機関
- 労災保険指定医療機関
- 身体障害者福祉法指定医の配置されている医療機関
- 生活保護法指定医療機関
- 結核指定医療機関
- 原子爆弾被害者一般疾病医療機関
- 災害拠点病院
- へき地医療拠点病院
- 臨床研修指定病院（協力型）
- 小児慢性特定疾患治療研究事業委託医療機関

## 交通アクセス
- 会津鉄道会津線会津田島駅より会津バス・金子観光バスで約10分、県立南会津病院下車。